# Seznam velvyslanců Ekvádoru v Evropské unii
Ekvádorský velvyslanec u Evropské komise je oficiálním zástupcem vlády v Quitu při Evropské komisi. Současně je zástupcem Ekvádoru při vládě v Belgii, vládě v Haagu v Nizozemsku, vládě v Paříži a vedení UNESCO.

## Seznam představitelů
| Začátek mandátu   | Velvyslanec                 | Poznámky                 | Prezident Ekvádoru        | Předseda Evropské komise | Konec mandátu |
| ----------------- | --------------------------- | ------------------------ | ------------------------- | ------------------------ | ------------- |
| 14. února 1964    | Clemente Yerovi             | Clemente Yeroui Indaburu | Ramón Castro Jijón        | Walter Hallstein         |               |
| 5. října 1971     | Antonio José Lucio Paredes  | [ 1 ]                    | José María Velasco Ibarra | Franco Maria Malfatti    |               |
| 13. června 1973   | Armando Pesantes García     | [ 2 ]                    | Guillermo Rodríguez Lara  | François-Xavier Ortoli   |               |
| 17. prosince 1979 | José Ayala Lasso            |                          | Jaime Roldós              | Roy Jenkins              |               |
| 15. prosince 1983 | Hernán Guarderas Iturralde  |                          | Osvaldo Hurtado           | Gaston Thorn             |               |
| 4. června 1987    | Diego Paredes Peña          |                          | León Febres Cordero       | Jacques Delors           |               |
| 6. května 1989    | Xavier Pérez Martínez       |                          | Rodrigo Borja             | Jacques Delors           |               |
| 14. října 1993    | Louis Orrantia Gonzalez     |                          | Sixto Durán Ballén        | Jacques Delors           |               |
| 21. května 1997   | Alfredo Pinoargote Cevallos |                          | Fabián Alarcón            | Jacques Santer           |               |
| 18. dubna 2002    | Méntor Villagómez Merino    |                          | Gustavo Noboa             | Romano Prodi             |               |
| 11. června 2007   | Fernando Yépez Lasso        |                          | Rafael Correa             | José Manuel Barroso      |               |
| 23. července 2014 | Pablo Villagómez Reinel     |                          | Rafael Correa             | Jean-Claude Juncker      |               |
| 30. dubna 2019    | Pablo Ortiz García          |                          | Lenín Moreno              | Ursula von der Leyenová  | 2021          |